# Li Galli

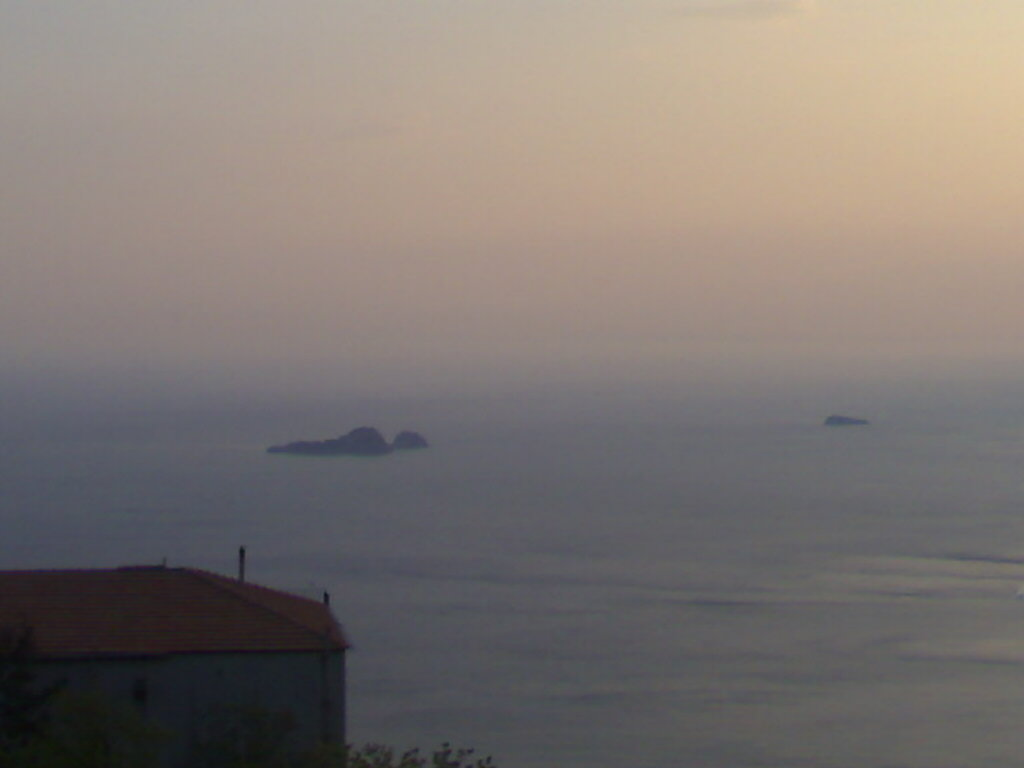
Wyspy Li Galli widziane z Positano

Li Galli – archipelag niewielkich wysp wzdłuż Costiera Amalfitana Morza Tyrreńskiego, w pobliżu Positano i wyspy Capri.
Archipelag składa się z trzech głównych wysp: Gallo Lungo, La Castelluccia i La Rotonda, zaś w pobliżu wybrzeża położona jest mniejsza, czwarta wyspa Isca, a pomiędzy nią i La Rotonda leży wyniesiona ponad wodę skała Vetara.
Na Gallo Lungo znaleziono ślady obecności ludzi z okresu rzymskiego, ale pierwszymi nowożytnymi budynkami są zabudowania willi z lat 30. XX wieku, należącej do choreografa Leonida Miasina, a następnie tancerza Rudolfa Nuriejewa.
Wyspy są obecnie własnością prywatną, należą też do obszaru chronionego.